# Shake the Hand of a Fool
Shake the Hand of a Fool est une chanson de Titus Turner (en) parue en 1961.

## Développement et composition
La chanson a été écrite et composée par Margie Singleton.

## Liste des titres
Single promo 7" 45 tours (1961, Jamie 1202, États-Unis)
1. Shake the Hand of a Fool (2:02)
2. Beautiful Stranger (2:15)[2]